# Lou Jacobi
Louis Harold Jacobi, detto Lou, nato Louis Harold Jacobovitch (Toronto, 28 dicembre 1913 – New York, 23 ottobre 2009), è stato un attore canadese.

## Filmografia

### Cinema
- È necessaria la luna di miele? (Is Your Honeymoon Really Necessary?), regia di Maurice Elvey (1953)
- The Good Beginning, regia di Gilbert Gunn (1953)
- Domani splenderà il sole (A Kid for Two Farthings), regia di Carol Reed (1955)
- Charley Moon, regia di Guy Hamilton (1956)
- Il diario di Anna Frank (The Diary of Anne Frank), regia di George Stevens (1959)
- Estasi (Song Without End), regia di Charles Vidor, George Cukor (1960)
- Irma la dolce (Irma la Douce), regia di Billy Wilder (1963)
- Questi pazzi agenti segreti! (The Last of the Secret Agents?), regia di Norman Abbott (1966)
- Penelope, la magnifica ladra (Penelope), regia di Arthur Hiller (1966)
- Pupe calde e mafia nera (Cotton Comes to Harlem), regia di Ossie Davis (1970)
- Piccoli omicidi (Little Murders), regia di Alan Arkin (1971)
- Tutto quello che avreste voluto sapere sul sesso* *ma non avete mai osato chiedere (Everything You Always Wanted to Know About Sex* *but Were Afraid to Ask), regia di Woody Allen (1972)
- Stop a Greenwich Village (Next Stop, Greenwich Village), regia di Paul Mazursky (1976)
- Roseland, regia di James Ivory (1977)
- Il mago di Lublino (The Magician of Lublin), regia di Menahem Golan (1979)
- Lucky Star (The Lucky Star), regia di Max Fischer (1980)
- Arturo (Arthur), regia di Steve Gordon (1981)
- Chu Chu and the Philly Flash, regia di David Lowell Rich (1981)
- L'ospite d'onore (My Favorite Year), regia di Richard Benjamin (1982)
- Isaac Littlefeathers, regia di Les Rose (1984)
- La moglie del capo (The Boss' Wife), regia di Ziggy Steinberg (1986)
- Donne amazzoni sulla Luna (Amazon Women on the Moon), regia di Joe Dante (1987) - (episodio Murray in Videoland)
- Avalon, regia di Barry Levinson (1990)
- Non voglio più baci (I Don't Buy Kisses Anymore), regia di Robert Marcarelli (1992)
- Genio per amore (I.Q.), regia di Fred Schepisi (1994)

### Televisione
- The Texan – serie TV, episodio 1x18 (1959)
- ABC Stage 67 – serie TV, episodio 1x05 (1966)
- Un salto nel buio (Tales from the Darkside) - serie TV, episodio 1x04 (1984)

## Doppiatori italiani
- Carlo Romano in Il diario di Anna Frank
- Giorgio Capecchi in Irma la dolce
- Luigi Pavese in Penelope, la magnifica ladra
- Stefano Sibaldi in Piccoli omicidi
- Roberto Bertea in Tutto quello che avreste voluto sapere sul sesso* *ma non avete mai osato chiedere
- Ferruccio Amendola in Arturo
- Renato Mori in Avalon
- Sandro Pellegrini in Genio per amore